# Cyclomia ocana
Cyclomia ocana är en fjärilsart som beskrevs av William Schaus 1901. Cyclomia ocana ingår i släktet Cyclomia och familjen mätare. Inga underarter finns listade i Catalogue of Life.